# Scorpions
Scorpions (рус. Скорпионз, с англ. — «Скорпионы») — немецкая рок-группа, созданная в 1965 году в Ганновере гитаристом Рудольфом Шенкером. Самый продолжительный и успешный состав группы включал Шенкера, Клауса Майне (вокал), Маттиаса Ябса (соло-гитара), Фрэнсиса Бухгольца (бас-гитара) и Германа Раребелла (ударные) и просуществовал с 1978 по 1992 год. Единственным постоянным участником группы был Шенкер, хотя Майне был в группе непрерывно с 1969 года, в то время как Ябс был постоянным участником с 1978 года, а басист Павел Мончивода и барабанщик Микки Ди были в группе с 2003 и 2016 года соответственно. Для стиля группы характерны как классический хард-рок, так и лирические гитарные баллады.
Scorpions являются самой популярной рок-группой Германии и одной из самых известных в мире, продав более 100 миллионов копий своих альбомов (по состоянию на 29 января 2010). Коллектив занимает 46-е место в списке «Величайших артистов хард-рока» по версии VH1.
С 2015 года группа гастролировала с юбилейным туром 50th Anniversary — World Tour 2015/2016. В 2017 выступают с туром Crazy World Tour.

## История группы

### Первые шаги
Группа Scorpions была основана в 1965 году Рудольфом Шенкером. Изначально группа находилась под влиянием мерсибита, а сам Шенкер занимался вокалом. Он играл с Лотаром Хаймбергом до того, как основал Scorpions. Карл-Хейц Воллмер покинул группу в 1967 году из-за своих военных обязательств; военная служба не позволяла ему выступать на концертах. Все начало складываться в 1970 году, когда к группе присоединились младший брат основателя Михаэль Шенкер и вокалист Клаус Майне. По утверждению Майне, каждый заработанный ими пфенниг тратился на группу; из этих же соображений Шенкер уговаривал его бросить курить. На первые сбережения группа приобрела Mercedes 300SEL и ездила на нём на гастроли, проводя в пути до восьми часов.
Решение петь на английском языке, по утверждению Майне, было принято по двум причинам: влияние таких групп, как The Rolling Stones, The Beatles, The Who, The Kinks, и стремление Scorpions — поколения послевоенной Германии — стать частью международного музыкального мира. Главные немецкие рок-группы начала 70-х — Can, Amon Duul, Kraftwerk — играли в то время экспериментальную музыку. А британский и американский рок Scorpions немецкая пресса поднимала на смех.
На международной хард-рок сцене группа появилась в 1972 году, когда выпустила свой первый альбом под названием Lonesome Crow. Ближе к концу своего тура в 1973 году, где они сопровождали популярных в ФРГ лондонских хард-рокеров UFO, Михаэлю Шенкеру предложили стать гитаристом этой группы, и он согласился. Стать новым гитаристом Scorpions предлагали музыканту Ули Роту, но тот предпочёл остаться в группе Dawn Road, где также играли Франсис Бухгольц (бас), Ахим Киршинг (клавишные) и Юрген Розенталь (ударные). Рудольф Шенкер решил присоединиться к этой группе. Затем в неё пригласили и Клауса Майне. В итоге прежние Scorpions исчезли, а группа Dawn Road взяла себе это, уже известное в Германии, имя. В обновлённом составе группа записала диск Fly to the Rainbow. В 1975 году после концертного тура по Франции и Бельгии место барабанщика занял Руди Леннерс, который присоединился к группе, когда Розенталя призвали в армию.

### Рост популярности
Британская пресса, освещавшая гастроли Scorpions в 1975 году, принимала в штыки немецкую рок-группу, поющую на английском языке:

Английские журналы писали тогда — «Это блицкриг!» — и прочее дерьмо на военную тематику. <..> Конечно, это нас задевало, но мы хотели показать, что мы — новое поколение из Германии, что мы пришли с гитарами, а не с танками. Мы чувствовали, что благодаря нам появляются новые мосты между странами и поколениями. Мы меняли отношение людей — и это было очень важно для нас.— Рудольф Шенкер, интервью Classic Rock, 2015 год
Последующие альбомы In Trance и Virgin Killer показали, что Scorpions нашли свой уникальный стиль — необычайно мощные риффы, витиеватые гитарные соло и мелодические вокальные линии.
Популярность Scorpions в Европе и Азии росла, группа много гастролировала. Но главной задачей для Scorpions был успех в Америке. В 1977 году Михаэль Шенкер (выступавший тогда с UFO) позвонил брату из Лос-Анджелеса и спросил, почему они до сих пор не выступают в Америке — группа Van Halen, которую он наблюдал в клубе, исполняла «Speedy’s Coming» и «Catch Your Train». Последовал ответ: «Что? Мы тотчас же приедем!»
Альбом Taken by Force — к этому времени Леннерса заменил Герман Раребелл — характерен найденным Scorpions «фирменным знаком» — мощными балладами. Альбом коммерчески оказался весьма успешным, однако Ули Джон Рот (обожавший манеру игры Джими Хендрикса) видел свой собственный творческий путь, отдельный от пути группы. После турне в поддержку Taken by Force (во время которого Scorpions записали концертный альбом Tokyo Tapes, ознаменовавший завершение первой фазы их карьеры) он мирно ушёл из Scorpions и организовал свою группу Electric Sun.

### Международный триумф
На место Рота взяли Маттиаса Ябса, но он временно был вынужден покинуть группу — Михаэль Шенкер рассорился с UFO и вернулся в Scorpions. Его гитара звучит в трёх композициях в альбоме Lovedrive, он участвовал и в туре, в котором группа прокатывала этот альбом. Но в 1979 году Михаэль окончательно покинул Scorpions, основав свою группу Michael Schenker Group, и на место соло-гитариста Scorpions окончательно вернулся Ябс. Альбом Lovedrive стал настоящим прорывом для группы, именно с его выходом к Scorpions пришёл международный успех, в том числе и в Америке.
В 1980 году группа записывает свой 7-й по счёту альбом — Animal Magnetism. Альбом получился очень «живым» — в лучших традициях хард-рока того времени, — и по сей день является одной из «визиток» Scorpions. В период с 1980 по 1981 группа много гастролировала. У Клауса Майне начинаются серьёзные проблемы с горлом, и он переносит операцию на голосовых связках. Новый альбом Blackout получает платину в США и Канаде и попадает в Top 10 журнала Billboard, как и следующий альбом Love at First Sting — именно в этот альбом и вошла известная баллада «Still Loving You».
По словам Майне, гастроли по Америке в 80-х были «одной непрекращающейся вечеринкой», однако при этом ни у кого из участников группы не было проблем с употреблением наркотиков. На US Festival в Калифорнии в 1983 году хэдлайнер фестиваля Van Halen, перед выступлением которых должны были выступать Scorpions, запретил использовать на сцене какие-либо спецэффекты; Scorpions нашла чем ответить, наняв 5 истребителей, которые летали над аудиторией и долиной Сан-Бернардино. В 1984 году Scorpions трижды собирали аншлаг в Мэдисон-Сквер-Гарден. Концертный альбом World Wide Live 1985 года демонстрирует всё лучшее, чего достигла группа в течение второй фазы своей карьеры. Качественно записанный и спродюсированный, он был продан тиражом 3 миллиона копий и в течение четырёх месяцев занимал 14 место в американских чартах.
Перед выпуском Savage Amusement в 1988 году — их первого студийного альбома за четыре года — группа взяла заслуженный отпуск. Альбом имел огромный успех, достиг пятой позиции в США и первых в европейских чартах. В апреле 1988 года группа впервые посещает СССР и даёт 10 аншлаговых концертов в Ленинграде (а также спонтанно выступает в Ленинградском рок-клубе).
В 1989 году группа перешла на сотрудничество с Phonogram Records и тем завершила 15-летнюю работу с продюсером Дитером Дирксом. В августе того же года Scorpions второй раз посещают СССР, в рамках Московского международного фестиваля мира..
После этого вышел их самый успешный на сегодняшний день альбом Crazy World, а песня из него «Wind of Change», посвящённая перестройке в СССР, занимала первые места в хит-парадах всего мира и стала первой песней Scorpions с более чем миллионом продаж. Альбом продюсировал Кит Олсен, в связи с чем Scorpions обрели новый звук, при этом не изменив своим творческим ориентирам и основам. За год до релиза «Wind of Change» рухнула Берлинская стена, а группа выступила на Потсдамской площади с Роджером Уотерсом и другими музыкантами в шоу The Wall Live in Berlin.
В 1992 году Бухгольц ушёл из группы, постоянным бас-гитаристом стал Ральф Рикерманн. В 1993 году выходит альбом Face the Heat. В 1994 группа выпустила сингл «White Dove», основой для которого послужила песня 1969 года «Gyöngyhajú lány» («Девушка с жемчужными волосами») венгерской рок-группы Omega.
В процессе записи нового альбома Pure Instinct группу покидает недовольный новым материалом Герман Раребелл, альбом записывается при участии сессионного барабанщика Курта Кресса. После выхода альбома постоянным барабанщиком группы становится Джеймс Коттак. Летом 1997 года группа подготовила двойной CD-сборник своих лучших песен, однако, когда дело дошло до печати тиража, выяснилось, что дистрибьюторские сети США отказываются заниматься альбомом. В результате было принято компромиссное решение: часть тиража отправилась в Нидерланды и Швецию, которые не имели ничего против провокационного изображения на обложке, а американская версия вышла в серой картонной коробке.

### Поздние Scorpions
К концу 90-х Scorpions чувствовали себя истощёнными. В 1999 году выходит экспериментальный альбом Eye II Eye (продюсер — Петер Вольф): «После всех этих лет альтернативной музыки мы не знали, остались ли у нас ещё фанаты. Когда мы выпустили Eye II Eye, мы совсем потеряли направление. Мы были близки к развалу». Eye II Eye доказал группе, что они должны делать то, что у них получается лучше всего. Так как Европа и Америка не проявили к Scorpions интереса, они отправились в Азию. И это был верный ход — в одном только Таиланде альбом 20-кратно завоевал платиновый статус. Также был оглушительный успех в Корее, Малайзии. В ходе мирового турне в поддержку альбома Scorpions по приглашению Майкла Джексона приняли участие в благотворительном концерте «Майкл Джексон и друзья» («Michael Jackson and Friends») в Мюнхене, исполнив «Send Me an Angel».
Следуя своему девизу «Don’t Stop at the Top!» («Не останавливайся на достигнутом!»), Scorpions встретили новое тысячелетие совместным проектом с Берлинским филармоническим оркестром под руководством продюсера, композитора, дирижёра и аранжировщика австрийца Кристиана Колоновитца. Совместный альбом, Moment of Glory, был выпущен 29 августа 2000 года.
В феврале 2001 года Scorpions дали несколько акустических концертов в Лиссабоне. По их итогам был записан концертный альбом Acoustica, который включает в себя акустические варианты старых хитов, а также 3 новых песни. В записи проекта опять принимал участие Кристиан Колоновиц — он работал над аранжировками, а также записал партии клавишных. Не прекращая студийной работы, весной этого же года Scorpions дали концерты в России и странах СНГ в рамках тура Moment of Glory. В июне Scorpions продолжили «освоение» стран Восточной Европы, впервые выступив в столице Албании Тиране. А сразу же после выхода альбома Acoustica группа отправилась в мировое турне в поддержку альбома.
2002 год не был отмечен студийными проектами, зато был чрезвычайно богат «живыми» выступлениями. В 2003 году Scorpions выступили в Москве на Красной площади с Президентским оркестром.
В 2004 году новым бас-гитаристом группы становится Павел Мончивода, с участием которого вышел альбом Unbreakable, в очередной раз подтвердивший высокий профессионализм его создателей. Scorpions выступают хедлайнерами на Sweden Rock Festival.
В 2005 году Scorpions приняли участие в праздновании тысячелетия Казани.
В 2006 году группа выступила на фестивале Wacken Open Air в честь своего 41-летия; в концерте также приняли участие бывшие участники группы Ули Джон Рот, Михаэль Шенкер и Герман Раребелл. В июне 2006 года группа закрывала open air «Stop контрафакт», проводившийся в Санкт-Петербурге и приуроченный к проходившему тогда саммиту «Большой Восьмёрки». В выступление вошли композиции из альбома Unbreakable и классические баллады Scorpions.
14 мая 2007 года в Европе (28 августа в США и Канаде) вышел концептуальный альбом Humanity: Hour I. В качестве сопродюсера, а также соавтора песен выступил Дезмонд Чайлд; кроме него, в альбоме поучаствовали Билли Корган и Джон 5. В том же году Scorpions отыграли специальный концерт в Манаусе, Бразилия; проходивший при поддержке Greenpeace и являвший собой акцию против вырубки природных лесов Амазонки. Концерт прошёл при полном аншлаге; фрагменты с него вошли в DVD Amazonia — Live In The Jungle.

### Продолжение карьеры
12 марта 2010 года вышел сингл «The Good Die Young», записанный совместно с финской оперной и метал-певицей Тарьей Турунен, а 19 марта состоялся релиз альбома Sting In The Tail. В 2010 и 2011 годах группа дважды проезжала с концертами по всей России.
4 ноября 2011 года (анонсирован 3 октября 2011 года) вышел альбом Comeblack, состоящий наполовину из перезаписанных хитов и наполовину из кавер-версий песен, которые были популярны в 1960—1970 годах.
По сообщениям участников группы, в 2012 году анонсирован ещё один тур по России, который Scorpions решили провести после получения множества писем от слушателей. В июне 2012 года Маттиас Ябс в ходе интервью для Arizona Republic.com заявил, что Scorpions не собираются окончательно завершать карьеру. Они лишь прекратят активную гастрольную деятельность и сосредоточатся на доработке и выпуске ранее не издававшихся демозаписей 80-х и 90-х годов. По словам Клауса Майне, после выхода альбома Sting In The Tail группа действительно решила, что это подходящий момент для ухода; но, записывая новый альбом, музыканты почувствовали, что у них полно творческого запала.

Прощальный тур нас хорошо подстегнул. Мы записали новый материал. И мы были так удивлены, узнав, как много у нас молодых фанатов. И никто из них не хочет, чтобы мы уходили.— Рудольф Шенкер, интервью Classic Rock
11, 12 и 14 сентября 2013 года Scorpions представили новый проект в рамках «MTV Unplugged», который был записан в Lycabettus theatre в Афинах. Были представлены песни, редко играемые на концертах и никогда ранее не звучавшие вживую, а также несколько новых песен в акустической обработке. 29 ноября 2013 года вышел новый концертный альбом MTV Unplugged — Live In Athens в форматах CD, DVD и Blu-Ray.
В 2015 году Scorpions празднуют 50-летие. 20 февраля вышел восемнадцатый студийный альбом Return to Forever. В 2015—2016 годах группа активно гастролирует по странам Европы с туром 50th Anniversary и посетила несколько городов России. 24 ноября 2015 года группа отыграла концерт в Париже, всего через 10 дней после террористических актов.
В 2016 из группы ушёл Джеймс Коттак. Его место занял Микки Ди из Motörhead.
18 января 2017 года Scorpions были введены в Зал истории хеви-метала.
В августе 2018 года в интервью Digital Journal гитарист Scorpions Рудольф Шенкер заявил, что группа открыта для идей последующего релиза за Return to Forever. Он объяснил: «Мы все ещё ожидаем вдохновения, чтобы сделать ещё один альбом, как например, сделали Judas Priest и Metallica. Вам нужно подождать, пока наступит подходящее время.» В мае 2019 года Клаус Майне намекнул, что «возможно, новый альбом выйдет в 2020 году.»
28 апреля 2020 года группа выпустила песню «Sign of Hope», посвящённую трудным временам, связанным с пандемией COVID-19. 25 июля 2020 года Scorpions возобновили работу над своим девятнадцатым студийным альбомом. Альбом под названием Rock Believer вышел 25 февраля 2022 года.

## Составы

### Текущий состав
- Рудольф Шенкер — ритм-гитара, бэк-вокал (1965—наши дни), ведущий вокал (1965—1967)
- Клаус Майне — ведущий вокал (1969—наши дни), бэк-вокал (1973—1978)
- Маттиас Ябс — соло-гитара, бэк-вокал (1978—наши дни)
- Павел Мончивода — бас-гитара, бэк-вокал (2004—наши дни)
- Микки Ди — ударные (2016—наши дни)[44]

### Бывшие участники
- Вольфганг Дзиони — ударные, бэк-вокал (1965—1972, 1972), ведущий вокал (1965—1967)
- Ахим Кирхофф — бас-гитара (1965—1968)
- Карл-Хейц Воллмер — соло-гитара (1965—1967)
- Вернер Хойер — ведущий вокал (1967)[45]
- Бернд Хегнер — ведущий вокал (1967—1969)[45]
- Ульрих Воробец — соло-гитара (1967—1969)
- Лотар Хаймберг — бас-гитара, бэк-вокал (1968—1972)
- Михаэль Шенкер — соло-гитара (1969—1973, 1978—1979)
- Вернер Лёр — ударные (1972)
- Джо Уаймен — ударные (1972)
- Гельмут Эйзенхат — ударные (1973)
- Фрэнсис Бухгольц — бас-гитара, бэк-вокал (1974—1992)
- Ули Джон Рот — соло-гитара, иногда ведущий вокал (1973—1978)
- Ахим Киршнинг — клавишные (1973; 1974—1977 [тур])
- Юрген Розенталь — ударные (1974)
- Юрген Фечтер — ударные (1974—1975)
- Руди Леннерс — ударные (1975—1977)
- Герман Раребелл — ударные, бэк-вокал (1977—1995), клавишные (1991)
- Ральф Рикерманн — бас-гитара, бэк-вокал (1992—2003)
- Курт Кресс — ударные (1995—1996)
- Джеймс Коттак — ударные, бэк-вокал (1996—2016, умер в 2024)

## Дискография

### Студийные альбомы
- Lonesome Crow (1972)
- Fly to the Rainbow (1974)
- In Trance (1975)
- Virgin Killer (1976)
- Taken by Force (1977)
- Lovedrive (1979)
- Animal Magnetism (1980)
- Blackout (1982)
- Love at First Sting (1984)
- Savage Amusement (1988)
- Crazy World (1990)
- Face the Heat (1993)
- Pure Instinct (1996)
- Eye II Eye (1999)
- Unbreakable (2004)
- Humanity: Hour I (2007)
- Sting In The Tail (2010)
- Return To Forever (2015)
- Rock Believer (2022)

### Концертные альбомы
- Tokyo Tapes (1978)
- World Wide Live (1985)
- Live Bites (1995)
- Acoustica (2001)
- Get Your Sting and Blackout (2011)
- MTV Unplugged — Live In Athens (2013)

## Трибьют-группы
- Scopyons — британская Scorpions-трибьют-группа[46]; названием коллектива его участники указывают на то, что он является копией «Скорпионс» — «sCOPYons»[47].
- Blackout — немецкая трибьют-группа[48][49]. Названием коллектива служит название альбома самой группы «Скорпионс» 1982 года «Blackout».
- In Trance — канадская трибьют-группа (г. Квебек)[50][51]. Названием коллектива стал заголовок альбома Scorpions 1975 года «In Trance».
- Virgin Killers — итальянская женская трибьют-группа. Названием коллектива служит немного изменённое название альбома оригинальных «Скорпионс» 1976 года «Virgin Killer».
- Stingers — испанская трибьют-группа. На концерте в городе Гронау (Германия) со Stingers играл сам Рудольф Шенкер, основатель и ритм-гитарист «Скорпионс».
- Fatal Sting — американская трибьют-группа. Названием коллектива участники указывают на связь с туром «Скорпионс» «Final Sting».
- Savage Amusement — американская трибьют-группа. Названием коллектива стало название альбома оригинальных Scorpions 1988 года «Savage Amusement».
- Scorpions Tribute Band (Hungary) — венгерская трибьют-группа.
- Lovedrive — российская трибьют-группа.
- The Big City — российская трибьют-группа.
- Virgin Killer — российская трибьют-группа.